# Віттерсвіль
Віттерсвіль (нім. Witterswil) — громада  в Швейцарії в кантоні Золотурн, округ Дорнек.

## Географія
Громада розташована на відстані близько 65 км на північ від Берна, 32 км на північ від Золотурна.
Віттерсвіль має площу 2,7 км², з яких на 14% дозволяється будівництво (житлове та будівництво доріг), 65,9% використовуються в сільськогосподарських цілях, 20,1% зайнято лісами, 0% не є продуктивними (річки, льодовики або гори).

## Демографія
2019 року в громаді мешкало 1452 особи (+4,9% порівняно з 2010 роком), іноземців було 18,7%. Густота населення становила 544 осіб/км².
За віковим діапазоном населення розподілялося таким чином: 18,4% — особи молодші 20 років, 58,9% — особи у віці 20—64 років, 22,7% — особи у віці 65 років та старші. Було 591 помешкань (у середньому 2,4 особи в помешканні).
Із загальної кількості 529 працюючих 45 було зайнятих в первинному секторі, 73 — в обробній промисловості, 411 — в галузі послуг.